# Żółw gwiaździsty
Żółw gwiaździsty (Geochelone elegans) – gatunek żółwia z rodziny żółwi lądowych (Testudinidae) i podrzędu żółwi skrytoszyjnych.

## Nazewnictwo
Polska nazwa gatunku pochodzi od wzoru na karapaksie przypominającego gwiazdy.

## Zasięg występowania
Gatunek ten występuje w Indiach, południowo-wschodnim Pakistanie i Sri Lance.

## Charakterystyka

### Opis
Jest to typowy żółw lądowy. Na karapaksie zwłaszcza starych osobników widoczne są charakterystyczne piramidy. Żyje 30–80 lat.

### Rozmiary
Jest to żółw średniej wielkości, samiec dorasta do 20 cm, a samica do 30 cm. Masa ciała 1–6,6 kg.

## Hodowla
Terrarium dla dorosłego osobnika powinno mieć wymiary 120x80x180 cm. Polecany jest jedynie doświadczonym terrarystom za względu na jego wrażliwość. Wilgotność powinna wynosić ok. 70%, a temperatura 35 °C, w nocy nie mniej niż 20 °C. UVB 10%.

## Rozmnażanie
Dymorfizm płciowy widoczny. Samce (20 cm) są mniejsze od samic (30 cm), mają wklęsły plastron, co umożliwia im dobrą pozycję w czasie kopulacji i długi ogon. Samice mają bardziej zaokrąglony karapaks i krótszy ogon niż samce. W naturze pora godowa przypada na czas monsunu od końca czerwca do września. Podczas kopulacji samce nie gryzą samicy ani nie wydają z siebie dźwięków. Po 60–90 dniach od zapłodnienia samica składa jaja do dołka o głębokości ok. 15 cm. Czas inkubacji wynosi 43–223 dni. Przy temperaturze 28–30 °C wylęgają się samce, a przy 29–31 °C samice. Po wykluciu mierzą 3,5–4,5 cm, ważą 25–45 g i nie przypominają dorosłych osobników. Dojrzałość płciową w naturze osiągają w wieku 6–8 lat samce i 8–12 lat samice.

## Status zagrożenia i ochrona
W Czerwonej księdze gatunków zagrożonych IUCN posiada status VU – narażony na wyginięcie.
Gatunek ten w 2019 roku został przeniesiony do bardziej rygorystycznego załącznika I konwencji waszyngtońskiej (CITES) i aneksu A UE.